# Rutylapa nigridorsum
Rutylapa nigridorsum är en tvåvingeart som först beskrevs av Loïc Matile 1970.  Rutylapa nigridorsum ingår i släktet Rutylapa och familjen platthornsmyggor.
Artens utbredningsområde är Centralafrikanska republiken. Inga underarter finns listade i Catalogue of Life.